# ناحیه اشت
ناحیهٔ اشت (به تاجیکی: Ноҳияи Ашт) شمالی‌ترین ناحیهٔ ولایت سغد در تاجیکستان است که در مرز بین این کشور و ازبکستان قرار دارد.

## تقسیمات اداری
تقسیمات اداری این ناحیه براساس نام جماعت و جمعیتش چنین است:
| جماعت‌های ناحیهٔ اشت |       |
| جماعت              | جمعیت |
| اشت                | ۱۵۲۰۶ |
| جربلاغ             | ۱۲۹۳۵ |
| کمیش‌قرغان          | ۹۷۲۰  |
| قرقودوک            | ۸۳۵۰  |
| آشابه              | ۱۵۶۲۸ |
| پانگز              | ۲۰۳۵۸ |
| پونوک              | ۶۱۶۷  |
| شیدان              | ۱۱۰۳۹ |